# Parathelges carolii
Parathelges carolii är en kräftdjursart som beskrevs av R. Codreanu 1968. Parathelges carolii ingår i släktet Parathelges och familjen Bopyridae. Inga underarter finns listade i Catalogue of Life.